# Joan George Holtzhey

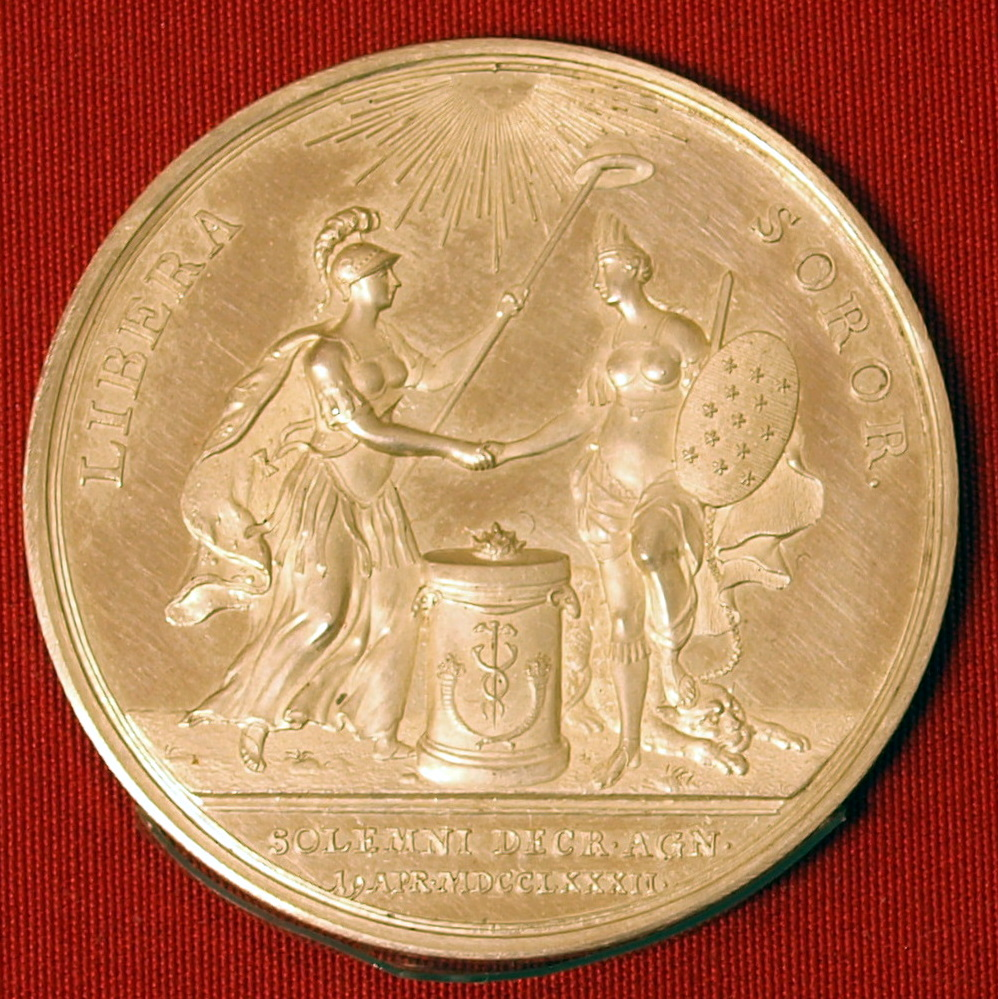
Penning geslagen voor John Adams in 1782 om de erkenning van de Verenigde Staten van Amerika door Nederland te vieren.

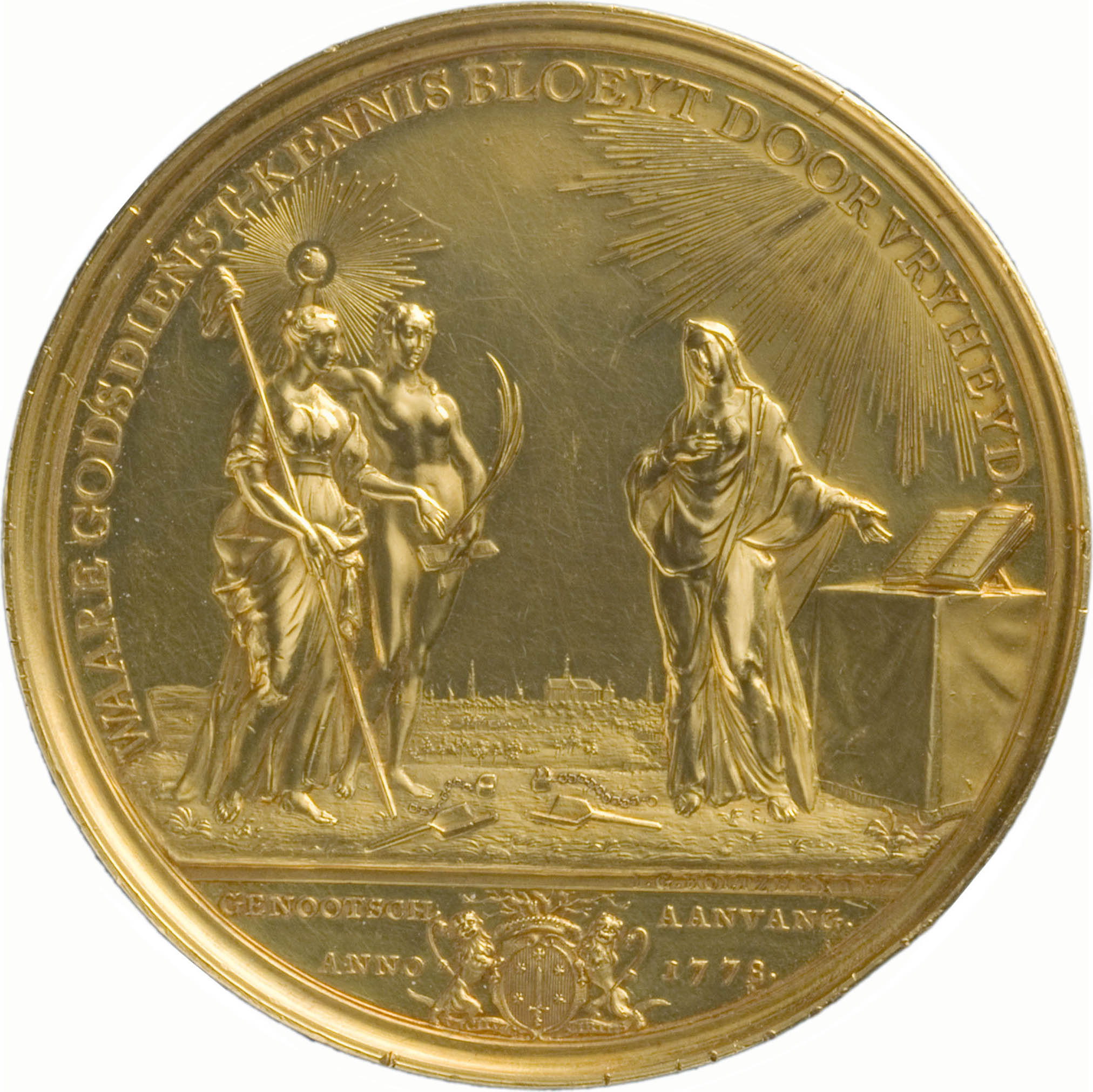
Medaille door Teylers Eerste Genootschap toegekend aan William Laurence Brown in 1784. Het ontwerp stamt uit 1778 en Holtzhey sloeg de medailles voor alle winnaars. Na zijn dood werd de stempel door de Teylers Stichting gekocht en werd het slaan van de penningen op dezelfde wijze voortgezet.

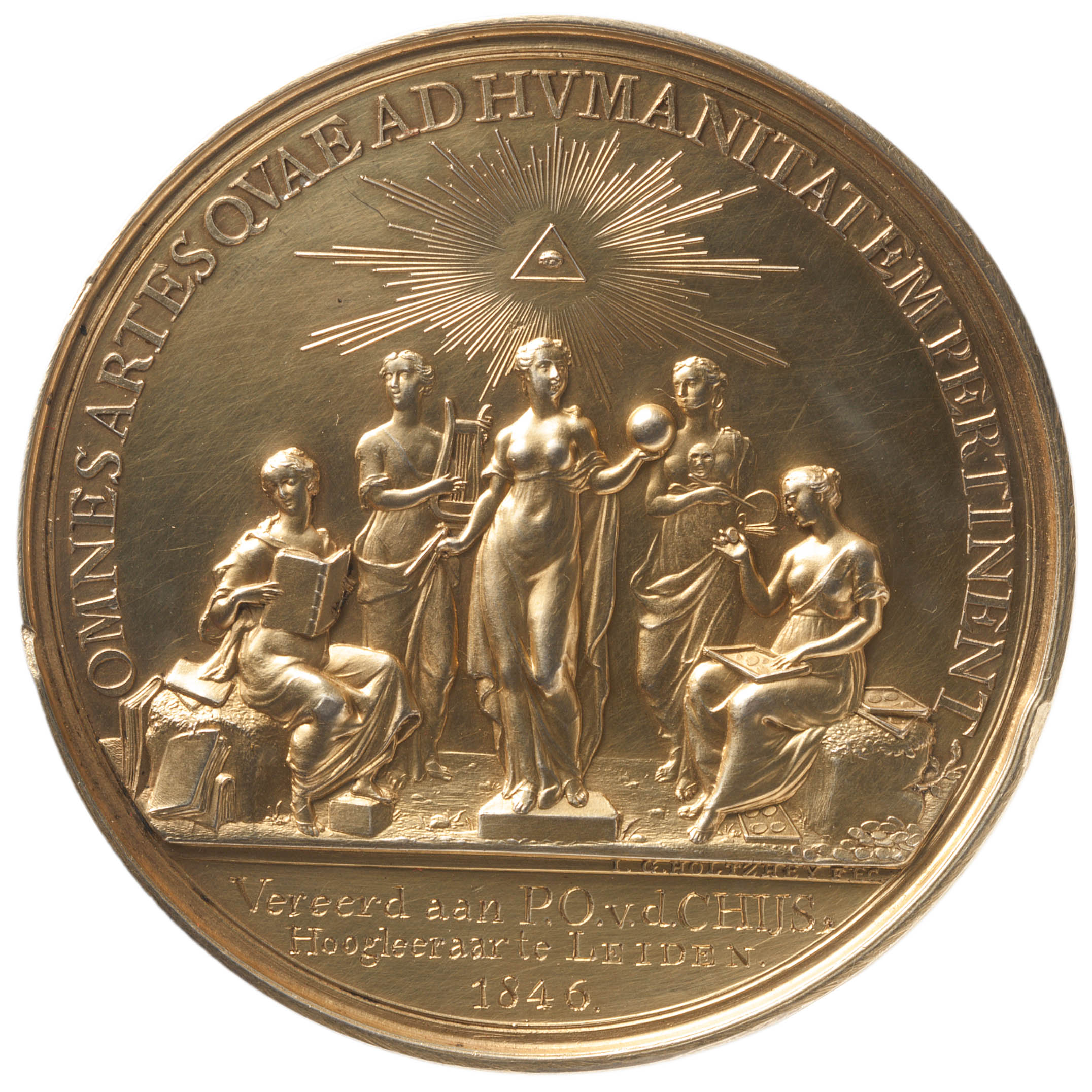
Medaille door Teylers Tweede Genootschap toegekend in 1846 aan Pieter Otto van der Chijs.

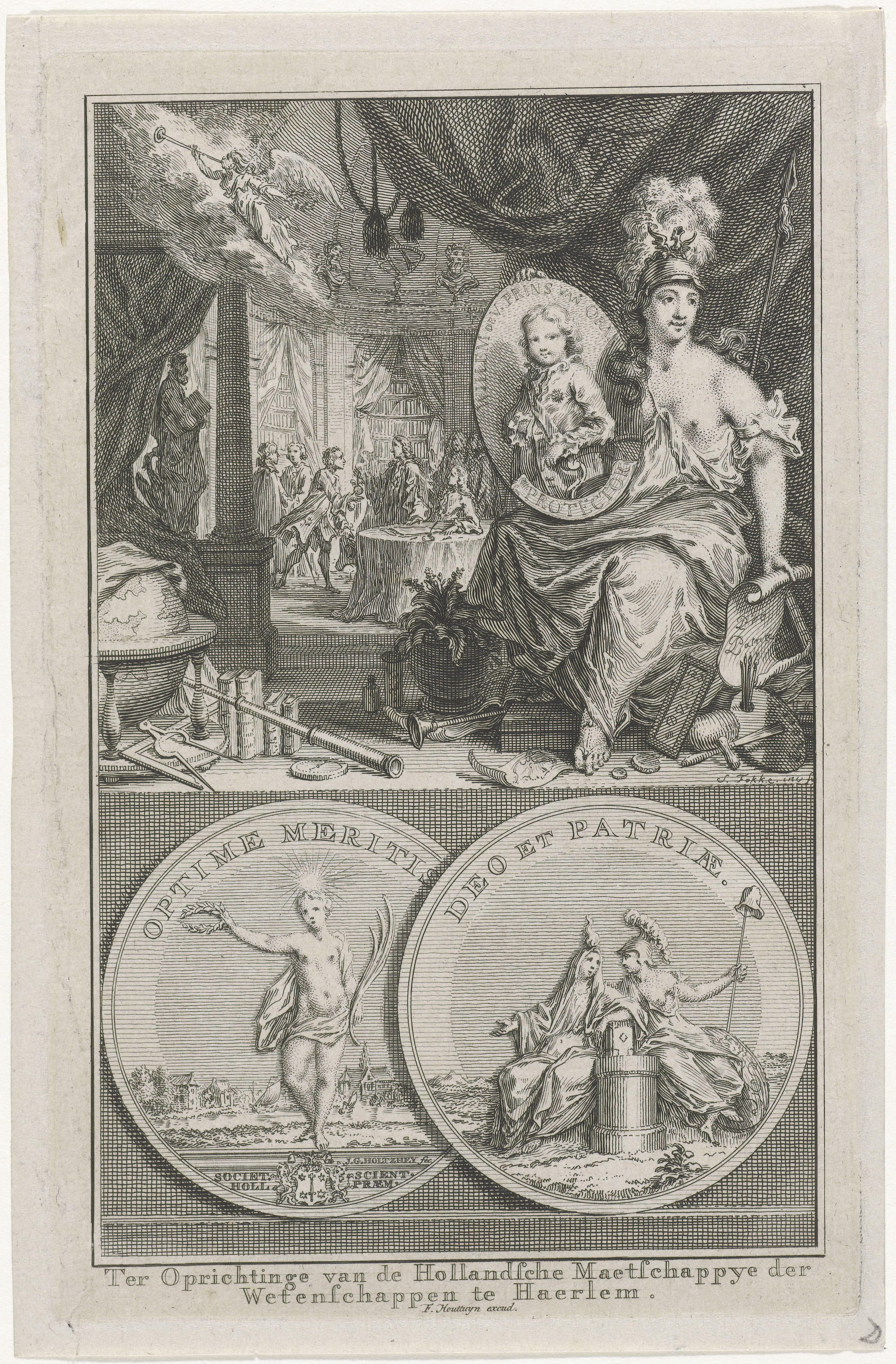
Herdenkingsprent voor de oprichting van de Koninklijke Hollandsche Maatschappij der Wetenschappen in 1752.

Joan George (gedoopt Johann Georg) Holtzhey (Amsterdam, 14 augustus 1726 gedoopt - aldaar, 20 februari 1808) was een achttiende-eeuwse Nederlandse stempelsnijder, medailleur en muntmeester.

## Biografie
Joan George was de zoon van de in Ulm (Baden-Württemberg) geboren stempelsnijder/medailleur Martin Holtzhey. Hij nam zijn vaders bedrijf in Amsterdam over in 1749 toen zijn vader een baan als muntmeester aan de Gelderse en later Zeeuwse Munt accepteerde. Later werd Joan George zelf muntmeester, bij de Utrechtse Munt, en leidde hij de stempelsnijders David van der Kellen en Hendrik Lageman op.
Holtzhey trouwde tweemaal, maar bleef zonder kinderen. Hij werd als muntmeester in Utrecht opgevolgd door zijn pupil David van der Kellen, die zijn traditie van het slaan van historische medailles voor herdenkingen voortzette.

## Werk voor Nederlandse genootschappen
Holtzhey maakte naam als ontwerper en producent van medailles voor Nederlandse genootschappen - en beheerde de stempels voor deze genootschappen. Hij produceerde dan de medailles op verzoek, en graveerde zelf de namen van de prijswinnaars in de medaille. Na zijn dood werden de stempels vaak voor een hoge prijs opgekocht door de betreffende genootschappen. De Teylers Stichting gaf hem bijvoorbeeld in 1778 de opdracht om een medaille te ontwerpen die gebruikt kon worden voor de prijzen uitgereikt door Teylers Eerste Genootschap en Teylers Tweede Genootschap. De productie van de stempels was vrij prijzig (1000 gulden) wat vooral te maken had met de verzochte grootte van de medailles. De medailles werden dan door Holtzhey verpakt in wol, om ze te beschermen tegen schudden naar de Teylers Stichting in Haarlem gestuurd. Na Holtzheys dood in 1808 betaalde de Teylers Stichting nog eens 100 gulden om de stempels te verkrijgen uit zijn erfenis.

## Werk voor John Adams
In 1782 ontwierp Holtzhey een tweetal medailles voor John Adams. Één om de Nederlandse erkenning van de onafhankelijkheid van de dertien koloniën te herdenken op 19 april 1782, en één om het handelsverdrag met Nederland te vieren op 8 oktober 1782. De kopzijde van de herdenkingsmedaille van de erkenning van de onafhankelijkheid is aanwezig in de collectie van Teylers Museum, en toont twee vrouwen die de twee landen voorstellen: links Holland als gewapende vrouw en rechts een indiaanse die de Verenigde Staten moet voorstellen met de tekst 'Libera Soror' (vrije zuster). Holland gebruikt een staf om een Frygische muts op het hoofd van de Verenigde Staten te plaatsen, terwijl de indiaanse vrouw een schild hanteert met dertien sterren en een voet op het hoofd van een geketende leeuw (die Engeland voorstelt) heeft geplaatst. De achterkant toont een eenhoorn met het wapen van het Verenigd Koninkrijk uitgestrekt op de grond met een hoorn die gebroken is tegen een rotswand. Hierbij is een inscriptie geplaatst 'Tyrannis virtute repulsa / sub Galliau auspiciis' (Tirannie afgeweerd door moed / onder Franse auspiciën).
Hoewel Adams op ironische wijze naar zijn vrouw Abigail schreef over de Nederlandse liefde voor medailles als een manier om gebeurtenissen te vieren, schreef hij op respectvollere wijze naar Holtzhey om hem te bedanken voor zijn werk en de uitleg van het ontwerp.

## Erfenis
Samen met zijn vader schreef Holtzhey een catalogus in 1755 met daarin 73 historische medailles, Catalogus der Medailles en Gedenkpenningen, betrekking hebbende op de voornaamste historien der vereenigde Nederlanden, Amst. 1755, maar deze was verre van compleet - hoewel het aangehaald werd in diverse andere publicaties.
In 1809 werd zijn verzameling verkocht op een veiling voor de prijs van 4000 gulden.